# Hypena euprepes
Hypena euprepes là một loài bướm đêm trong họ Erebidae.